# Док Хадсон
Док Хадсон (англ. Doc Hudson) — антропоморфный Hudson Hornet 1951 года, который появляется в мультфильме Pixar «Тачки». Он является врачом и местным судьей. в Радиатор-Спрингс. После встречи с Молнией Маккуином Док рассказывает, что на самом деле он бывший гонщик Кубка Поршня, известный как Стремительный Хадсон Хорнет, и снова участвует в гонках, чтобы выступать в качестве начальника экипажа Молнии. Подразумевается, что Док умер до событий «Тачек 2», а в «Тачках 3» он появляется в воспоминаниях.
Дока озвучили Пол Ньюман (в «Тачках» и «Тачках 3» (в последнем через архивные записи) и в игре Cars), а также Кори Бёртон в других появлениях. Шестикратный чемпион Turismo Carretera Хуан Мария Траверсо озвучил персонажа в испанской версии первого фильма. Док основан на реальном автомобиле Fabulous Hudson Hornet из NASCAR. Как правило, он сохраняет один и тот же образ во всех трёх фильмах с тёмно-синей краской и с маленькими модификациями для гонок. Гоночный номер Дока — 51, что является отсылкой к его модельному году.

## Персонаж
Док Хадсон (озвученный Полом Ньюманом в его последней роли в недокументальном фильме и в его единственной роли в анимационном фильме (американский дубляж), озвученный покойным Арменом Джиграрханяном (русский дубляж))был местным врачом в Радиатор-Спрингс. Его номерной знак был 51HHMD, что было отсылкой на год его рождения и гоночный номер (51), модель (Hudson Hornet) и профессию (врач). У Дока Хадсона голубые глаза Ньюмана.
На наклейках Дока написано «Twin H Power», который был опциональным установленным дилером двойным карбюраторным впускным коллектором с двумя 1-барельными карбюраторами и воздушными фильтрами. Это был опцион, установленный дилером в 1951 году, а затем заводской вариант для 1952 модельного года Hornets.

## Предыстория

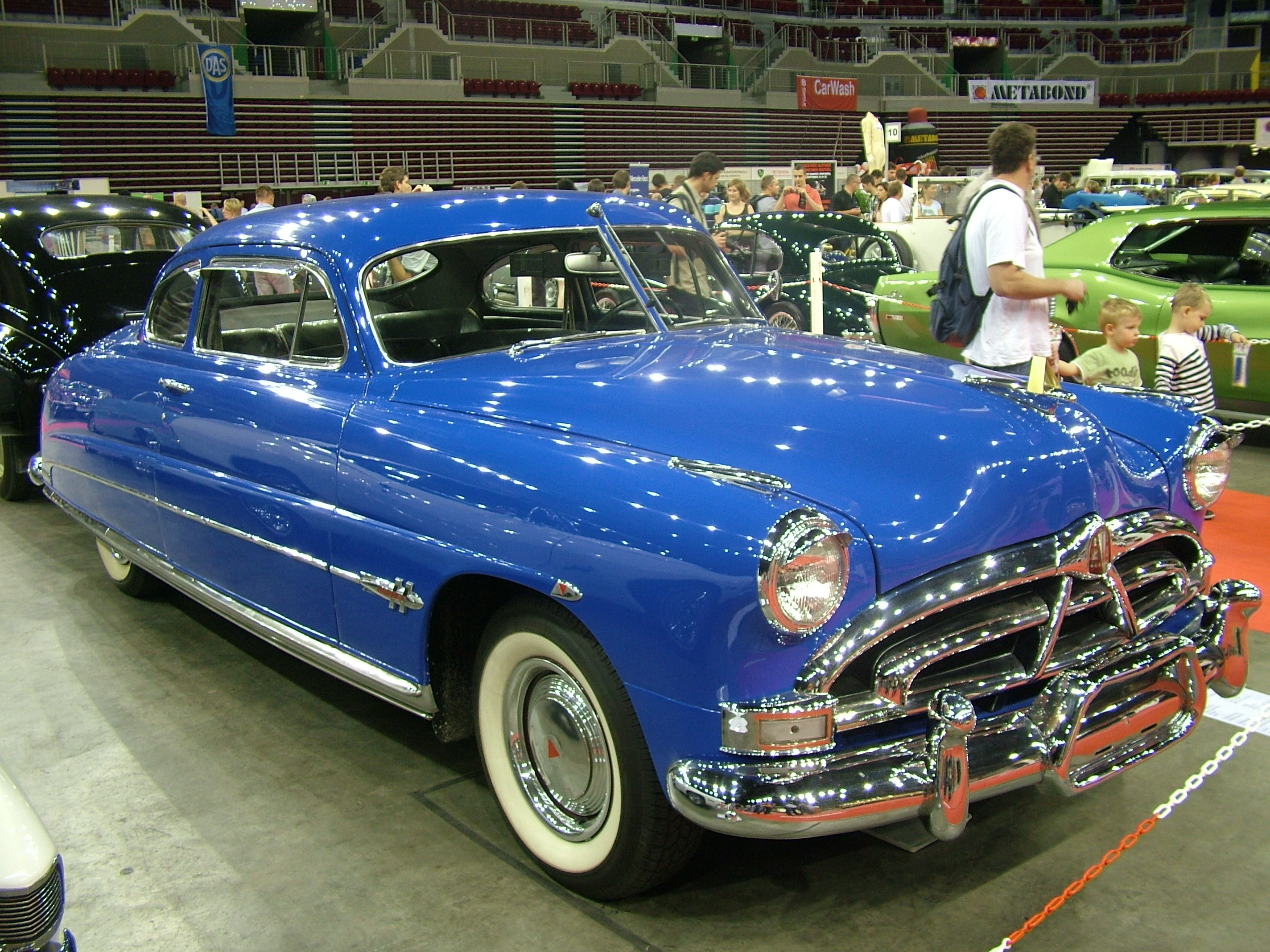
Hudson Hornet 1951 года

Док Хадсон когда-то был известен как «Стремительный Хадсон Хорнет» (#51), один из самых известных гонщиков всех времён. Он выиграл три Кубка Поршня (1951/1952/1953) и до сих пор удерживал рекорд по количеству побед за один сезон (27, а также количество гонок NASCAR Grand National, выигранных Hudson Hornets в 1952 году) Его карьера, однако, неожиданно подошла к концу, когда он потерпел аварию на трассе во время последнего круга Fireball Beach 350 1954 года, история, которая тесно связана с судьбой Херба Томаса, чемпиона NASCAR 1951 и 1953 годов. По возвращении Док обнаружил, что гонки прошли без него, так как его заменил новый автомобиль(по его словам - что раз он вне игры, его заменили и раз за него все решили, даже после попыток объяснений что он все ещё работоспособен). Он держал газетную статью об аварии, как напоминание о том, чтобы никогда не возвращаться к жизни, которую у него отняли.
Устав от гонок, Док покинул этот мир, по-видимому, уделив время изучению медицины. Знаменитый номер 51 исчез в безвестности, заставив многих задуматься о том, куда он уехал. Вместо этого он выбрал простую тёмно-синюю покраску и жизнь врача в городе Радиатор-Спрингс в США на 66-м шоссе. Он руководил медицинским кабинетом в качестве «врача внутреннего сгорания». По мере того, как времена менялись, и была построена 40-я межштатная автомагистраль, Дока ценили, даже когда население сократилось до меньшого десятка жителей. Его уважали, любили, и он служил не только в качестве городского врача, но и его судьи. Никто в городе не имел никакого представления о его прошлом в качестве гонщика, зная его просто как обычного Хадсона Хорнета.

## Вдохновение

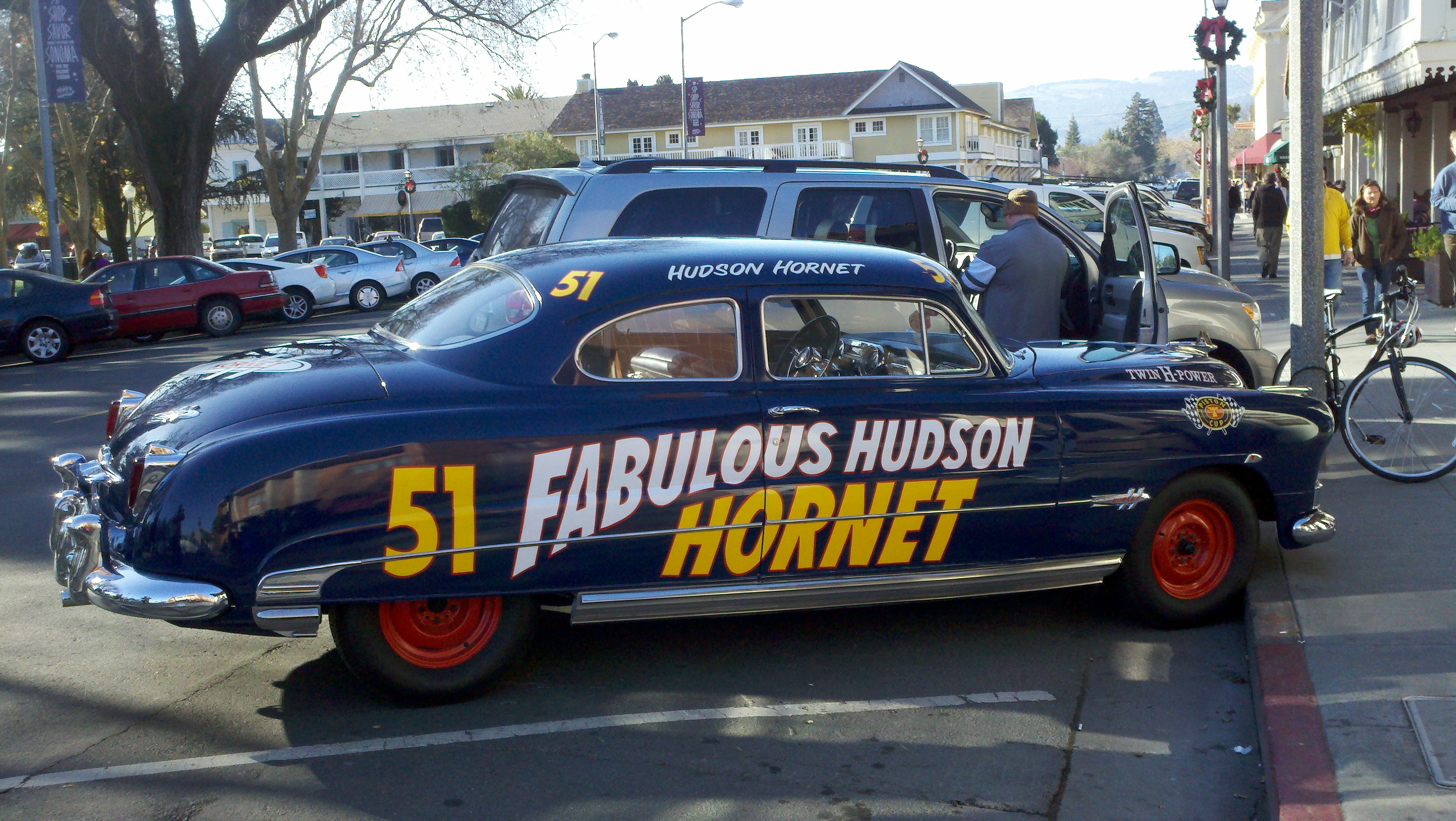
1. 51 «Док», Fabulous Hudson Hornet

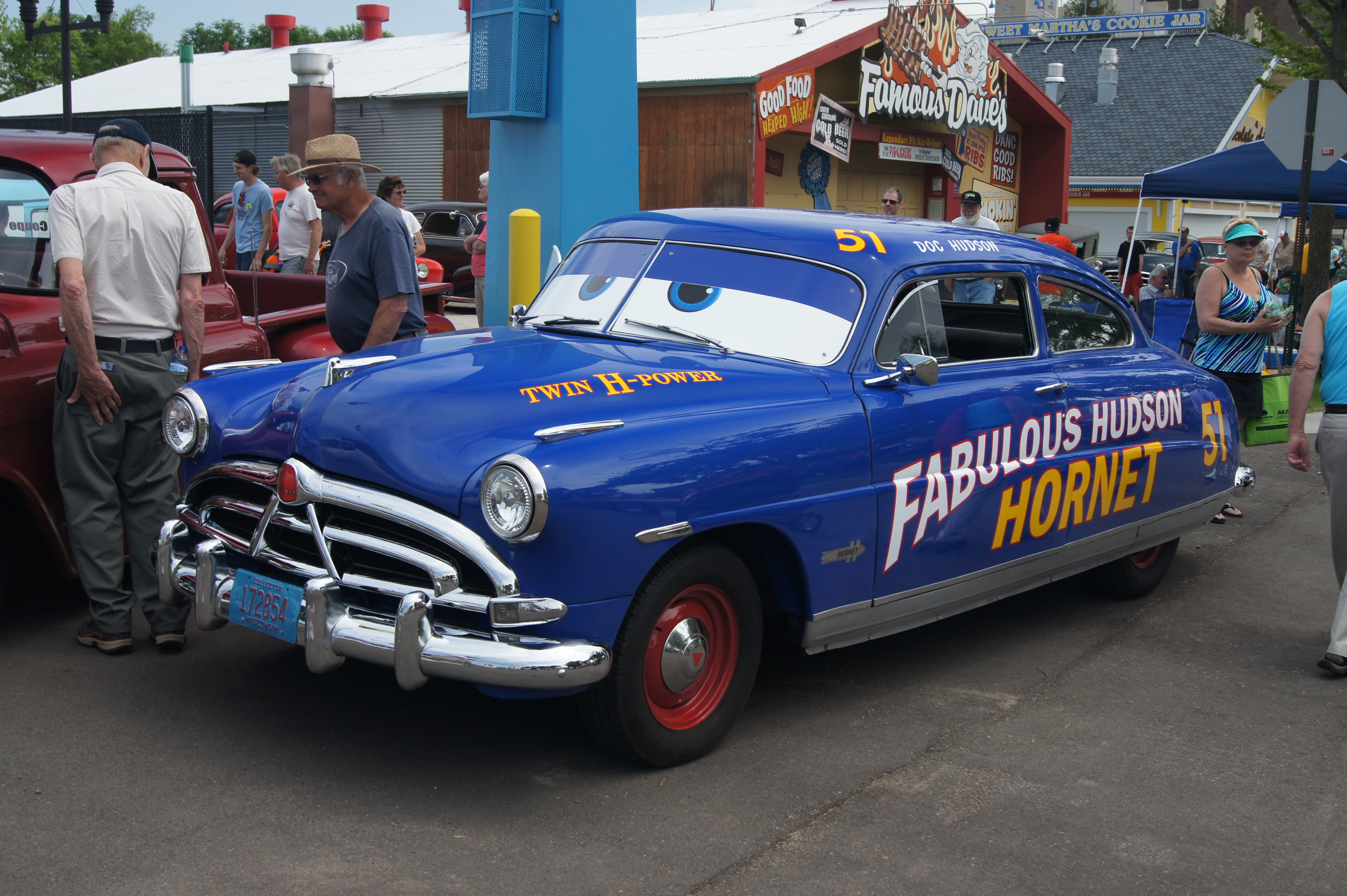
Hudson Hornet 1951 года (Док Хадсон)

Док основан на реальной Fabulous Hudson Hornet в соревновании NASCAR, при этом гоночная карьера Хадсона больше всего напоминает карьеру Херба Томаса, рекордсмена по самому высокому количеству побед в карьере (55 из 228 гонок, или 21,05%), и первого в истории двухкратного чемпиона.
Пол Ньюман, энтузиаст гонок и бывший водитель, опирался на свой опыт для ворчливого старого гоночного автомобиля. У персонажа сильные параллели с доктором Аурелий Хог из фильма 1991 года «Доктор Голливуд», и он взял прозвище «Док» от покойного Уолтера «Дока» Мейсона, опрошенного на 66-м шоссе в качестве исследования для фильма.
Ближный друг Майкла Уоллиса (озвучившего Шерифа), деревенский ветеринар Уолтер С. Мейсон-младший владел Tradewinds Courtyard Inn с 1963 по 2003 год и пожертвовал землю для музея Oklahoma Route 66 в Клинтоне. Док Мейсон умер в июне 2007 года после длительной борьбы с болезнью Альцгеймера. После его кончины гостиница, в которой он когда-то принимал Элвиса Пресли, резко ухудшилась, потеряв членство в Best Western и получив много крайне негативных отзывов.
Оригинальный Hudson Hornet выпускался до 1954 года. Построенный вокруг 5,0-литрового 6-цилиндрового рядного двигателя (начиная с 1952 года) двумя карбюраторами на очень низком кузове и центре тяжести, Hornet был, по сути, гоночным автомобилем с шпоном роскошного седана. Fabulous Hudson Hornets выигрывали кубки NASCAR в течение трёх лет подряд (Херб Томас в 1951 и 1953 годах и Тим Флок в 1952 году), параллельно с тремя победами Дока Хадсона в Кубке Поршни в те же годы. 14 января 1954 года Hudson Motor Company была объединена с Nash Motors, чтобы сформировать American Motors Corporation. После непродолжительного использования в качестве марки на автомобилях AMC, разработанных Nash, производство Hudson было прекращено после 1957 года. Автопроизводитель участвовал в различных автоспортивных площадках, которые включали пять побед NASCAR с AMC Matador в период с 1973 по 1975 год. Chrysler приобрела AMC в 1987 году.
Имя «Fabulous Hudson Hornet», которое появилось на трёх знаменитых записях NASCAR в период с 1951 по 1954 год, исчезло, как только Hudson была объединена с AMC. Херб Томас #92 участвовал в гонках в 1955 году на автомобилях Buick и Chevrolet; тяжёлые травмы в 1956 году в Шелби фактически завершили его карьеру, несмотря на два неудачных старта в 1957 году и один в 1962 году. Тим Флок #91 перешёл на автомобили Ford в 1955 году; он был одним из двух водителей, вынужденных покинуть NASCAR после поддержки попытки профсоюза «Федерация профессиональных спортсменов» в 1961 году. Маршалл Тиг #6 покинул NASCAR после сезона 1952 года в споре с владельцем NASCAR Биллом Франсом ст.; он погиб в результате столкновения и опрокидывания со скоростью 140 миль в час (225 км/ч) в Дейтоне 11 февраля 1959 года.
Fabulous Hudson Hornet 1952 года Херба Томаса в настоящее время выставлен в Музее автомобильного наследия Ypsilanti в Мичигане; автомобиль Тима Флока находится в музее «Memory Lane» в Мурсвилле, Северная Каролина. Херб Томас вошёл в зал славы NASCAR в 2013 году, став первым, кто выиграл два премьерных чемпионата NASCAR (1951 и 1953). Копия автомобиля Тига принадлежит Брюсу и Пэтти Титерс (потомкам Тига).